# Bidžája
Bidžája (arabsky بجاية, dříve též Saldae, Bougie nebo Bugia) je alžírské město ležící podél Středozemního moře, 220 km východně od Alžíru. Je správním městem provincie Bidžája a hlavním centrem kulturního regionu Kabylie. V roce 2008 zde žilo 177 988 obyvatel. 
Bidžája leží na místě starověkého města Saldae, založeného císařem Agustem na historickém území Mauretánie. Obyvatelstvo Saldae tvořili vysloužilí římští vojáci a Berbeři. Po pádu Západořímské říše v 5. století bylo město pod nadvládou Vandalů. V roce 1090 se stalo hlavním městem dynastie Hammadidů. Město záhy padlo do rukou dynastie Almohadů a následně bylo desítky let pod nadvládou dynastie Hafsidů.
Bidžája byla v proslulá výrobou svíček z včelího vosku. Z toho vychází i francouzský název města Bougie. Hrála důležitou roli při šíření arabských číslic a matematiky do Evropy. V Bidžáji se vzdělávali Ramon Llull, Leonardo Fibonacci a Ibn Chaldún.
V letech 1510-1555 bylo město pod nadvládou Španělska. V roce 1555 město padlo do rukou Osmanské říše a bylo pod správou vazalského státu Osmanské Alžírsko. Bidžáju obývali v letech 1555–1833 Maurové, Moriskové a španělští Židé. Původní obyvatelé Berbeři tvořili minoritu. V roce 1833 město ovládli Francouzi a Bidžája se do roku 1962 stala součástí Francouzského Alžírska. Od roku 1962, kdy Alžírsko získalo nezávislost se Bidžája stala hlavním centrem berberského národa Kabylů. Bidžája je společně s Oranem nejvýznamnějším přístavem v Alžírsku kvůli své orientaci na mnohá průmyslová odvětví. Jde o z největších ropných přístavů ve Středomoří.